# Condado de Madison (Mississippi)
O Condado de Madison é um dos 82 condados do estado norte-americano do Mississippi. A sua sede de condado é Canton, e a sua maior cidade é Ridgeland.
O condado tem uma área de 1922 km² (dos quais 65 km² estão cobertos por água), uma população de 74 674 habitantes, e uma densidade populacional de 40 hab/km² (segundo o censo nacional de 2000). O condado foi fundado em 1828 e o seu nome é uma homenagem a James Madison (1751–1836), um dos Pais Fundadores dos Estados Unidos e o 4.º presidente dos Estados Unidos.